# Jeong Keun-woo
Dans ce nom coréen, le nom de famille, Jeong, précède le nom personnel.
Jeong Keun-woo (né le 2 octobre 1982 à Pusan, Corée du Sud) est un joueur coréen de baseball qui joue avec les Hanwha Eagles de Daejeon dans la ligue sud-coréenne de baseball.
Il a obtenu la médaille d'or de baseball lors des Jeux olympiques 2008 à Pékin.